# Ilbono
Ilbono is een gemeente in de Italiaanse provincie Nuoro (voormalig: Ogliastra) (regio Sardinië) en telt 2.045 inwoners (28-02-2021). De oppervlakte bedraagt 30,9 km², de bevolkingsdichtheid is 73 inwoners per km².
De volgende frazioni maken deel uit van de gemeente: /.

## Demografie
Ilbono telt ongeveer 900 huishoudens. Het aantal inwoners daalde in de periode 1991-2001 met 4,0% volgens cijfers uit de tienjaarlijkse volkstellingen van ISTAT. Sinds de telling in 2001 (20 jaar geleden) is het inwonertal in Ilbono met 248 inwoners gedaald, er is sprake van een afname van het aantal inwoners in Ilbono.
| Jaar | Inwoneraantal |
| ---- | ------------- |
| 1991 | 2.388         |
| 2001 | 2.293         |
| 2004 | 2.254         |
| 2018 | 2.189         |
| 2021 | 2.045         |
| 2023 | 1.979         |

## Geografie
Ilbono grenst aan de volgende gemeenten: Arzana, Bari Sardo, Elini, Lanusei, Loceri, Tortolì.
Arzana · Bari Sardo · Baunei · Cardedu · Elini · Gairo · Girasole · Ilbono · Jerzu · Lanusei · Loceri · Lotzorai · Osini · Perdasdefogu · Seui · Talana · Tertenia · Tortolì · Triei · Ulassai · Urzulei · Ussassai · Villagrande Strisaili
1. ↑  https://demo.istat.it/?l=it.